# Comuna Ciomăgești, Argeș
Ciomăgești este o comună în județul Argeș, Muntenia, România, formată din satele Beculești, Bratia, Ciomăgești, Cungrea, Dogari, Fedeleșoiu, Giuclani, Păunești și Răduțești (reședința).

## Așezare
Comuna se află în extremitatea vestică a județului, la limita cu județele Olt și Vâlcea, pe malurile râului Cungrea. Este străbătută de șoseaua județeană DJ703, care o leagă spre nord de Cuca și Morărești (unde se termină în DN7) și spre sud în județul Olt de Topana, Făgețelu (unde se intersectează cu DN67B), Spineni, Tătulești, Optași-Măgura (unde se intersectează cu DN65), Sârbii-Măgura, Corbu, Icoana, Tufeni și mai departe în județul Teleorman de Balaci (unde se intersectează cu DN65A) și Siliștea-Gumești. Din acest drum, la Cungrea se ramifică șoseaua județeană DJ678G, care duce spre sud-vest în județul Olt la Sâmburești și Dobroteasa (unde se termină în DN67B).

## Toponimie

### Beculești
Toponim topografic format dintr-un patronimic; la origine, poreclă provenind din becu (prescurtare familială, devenită familiară, a substantivului berbec) + sufixul - ești, indicând organizarea socială pe bază de obște a localității.

### Bratia
Toponim social provenit din cuvântul slav brat interpretat în sens religios: frate = „călugăr tânăr, la începutul vieții monahale”, sau utilizat ca termen cărturăresc cu valoare juridică pentru raporturile de rudenie și proprietate.

### Ciomăgești
Toponim social format pe baza apelatvului ciomag = bâtă + sufixul - ești, care indică organizarea socială pe bază de obște a localității.

### Cungrea[4]
Toponim de origine germanică, a cărui prezență se explică prin contactul zonei cu Transilvania; este format pe baza unui antroponim.

### Dogari
Toponim care relevă specializarea locuitorilor în confecționarea doagelor sau a vaselor din doage.

### Fedeleșoiu
Toponim social care constituie un antroponim format pe baza unei porecle derivate, ca sens, din apelativul fedeleș = butoiaș + sufixul -oiu care amplifică sensul peiorativ.

### Giuclani
Toponim care relevă proprietatea de grup, format pe baza antroponimului Giuclea, deținătorul inițial al terenului pe care s-a constituit așezarea, + sufixul -ani.

### Păunești
Toponim derivat din antroponimul Păun (la origine, poreclă relevând o trăsătură de caracter) + sufixul -ești, care indică organizarea socială pe bază de obște a localității. 

### Răduțești
Toponim format din antroponimul diminutivat Răduț + sufixul - ești, relevând organizarea socială pe bază de obște a localității.

## Demografie
Componența etnică a comunei Ciomăgești
     Români (88,49%)
     Alte etnii (0%)
     Necunoscută (11,51%)
Componența confesională a comunei Ciomăgești
     Ortodocși (87,63%)
     Alte religii (0,22%)
     Necunoscută (12,15%)
Conform recensământului efectuat în 2021, populația comunei Ciomăgești se ridică la 930 de locuitori, în scădere față de recensământul anterior din 2011, când fuseseră înregistrați 1.172 de locuitori. Majoritatea locuitorilor sunt români (88,49%), iar pentru 11,51% nu se cunoaște apartenența etnică. Din punct de vedere confesional, majoritatea locuitorilor sunt ortodocși (87,63%), iar pentru 12,15% nu se cunoaște apartenența confesională.

## Politică și administrație
Comuna Ciomăgești este administrată de un primar și un consiliu local compus din 9 consilieri. Primarul, Florea Ene[*], de la Partidul Social Democrat, este în funcție din 1 noiembrie 2024. Începând cu alegerile locale din 2024, consiliul local are următoarea componență pe partide politice:
|  | Partid                    | Consilieri | Componența Consiliului | Componența Consiliului | Componența Consiliului | Componența Consiliului |
|  | ------------------------- | ---------- | ---------------------- | ---------------------- | ---------------------- | ---------------------- |
|  | Partidul Social Democrat  | 4          |                        |                        |                        |                        |
|  | Partidul Național Liberal | 3          |                        |                        |                        |                        |
|  | Partidul PRO România      | 2          |                        |                        |                        |                        |

## Istorie
La sfârșitul secolului al XIX-lea, comuna făcea parte din plasa Oltul de Sus a județului Olt și era formată din satele Răduțești, Fedeleșoiu, Beculești, Dogari, Bădărăi, Păunești și Stănuleasa, având în total 1228 de locuitori ce trăiau în 320 de case. În comună existau trei biserici, o școală cu 50 de elevi și o moară pe râul Cungrea. La acea vreme, pe teritoriul actual al comunei mai funcționa și o altă comună, denumită tot Ciomăgești și aflată în plasa Oltul a județului Argeș. Ea cuprindea satele Bratia, Ciomăgești, Cungrea și Giuclani, cu 721 de locuitori. Și aici erau două biserici și o școală rurală.
Anuarul Socec din 1925 consemnează comuna Ciomăgești din județul Olt în plasa Dumitrești cu 1298 de locuitori în satele Bădărăi, Beculești, Dogari, Fedeleșoiu-Ciomăgești, Păunești, Rădulești și Stănuleasa; și comuna Ciomăgești din județul Argeș în plasa Dănicei, cu 751 de locuitori în satele Bratia, Ciunglea și Giuclani.
În 1950, comunele au fost transferate raionului Gura Boului și apoi (după 1952) raionului Drăgășani din regiunea Argeș, fiind cu această ocazie comasate în una singură, doar satul Stănuleasa trecând la comuna Sâmburești. În 1968, comuna Ciomăgești a trecut la județul Argeș.

## Specific arhitectural
Arhitectură populară tradițională reprezentată prin construcții cu un singur nivel, plan bicameral, cu acces din sala plasată pe întreaga fațadă principală. Materialul utilizat cu precădere în construcții era lemnul. Casele prezintă acoperișuri în patru ape cu pante relativ accentuate. Se semnalează existența unor construcții cu caracter memorial (casa Armand Călinescu), sau a unor unicate sub raport stilistic (vila Dianu) - exemplar reprezentativ al arhitecturii de inspirație națională edificat în mediul rural.

## Patrimoniul cultural-istoric

### Biserica Bratia (1894-1900)
A fost ctitorită cu „osteneala pr. Stancu Marinescu și a enoriașilor săi”, fiind necesare în timp de refacerea șarpantei acoperișului. Pictura murală a fost executată de Apostol Voiculescu și C. Penescu (1900).

### Biserica Ciomăgeștii de Jos (1935)
A fost ctitorită de obștea satelor: Dogari, Răduțești, Păunești, Ciomăgești-sat, în locul unei biserici de lemn „ruinate”. Intervențiile au vizat închiderea pridvorului iar pictura murală a fost executată în anonimat.

### Biserica Ciomăgeștii de Sus (1841)
A fost ctitorită de postelnicul Antonie, postelnicul Cristea Avrămescu. Intervențiile asupra renovării au vizat: refacerea acoperișului, pictura murală și cea exterioară (1912).

### Biserica Cungrea (1938)
A fost ctitorită de pr. Constantin Petrescu și enoriașii din Beculești, fiind construită din bârne „prinse în cheie” și tencuite. Intervențiile de restaurare au vizat refacerea soclului (1941) și pictura murală.

### Vila Dianu (1894)
Este cunoscută sub denumirea de „casa de la țară” a generalului doctor Gheorghe Dianu, fiind construită pe două niveluri, parterul fiind afectat depozitării produselor pomicole, iar etajul prevăzut cu o sală mărginită de balustradă, amenajat ca locuință. După naționalizare, în perioada comunistă, vila a devenit internat pentru elevii din Ciomăgești-Vale ai Școlii generale de 8 ani Bratia.

### Casa Armand Călinescu (1930)
Casa a aparținut fostului prim-ministru român, Armand Călinescu (1893-1939). Este o casă joasă, dezvoltată în lungime, pe plan rectangular, cu acces în zona centrală. După naționalizarea averilor moșierești, de către autoritățile comuniste, a devenit sediul Primăriei comunei Ciomăgești.

## Personalități născute aici
- Gheorghe Brandabura (1913 - ?), fotbalist.